# 제3군단 (조선민주주의인민공화국)
제3군단은 6.25 전쟁에 참전하였던 조선인민군 육군의 군단이다.

## 역사

### 6.25 전쟁
1950년 한국 전쟁이 발발하기 직전 중장 유경수가 지휘를 맡아 창설되었다. 대한민국에 대한 초기 남침 당시 이 부대는 예비군이었으며 1950년 4월 창설된 제10사단, 1950년 3월 창설된 제13사단과 제15사단의 일부였다.
제1·2차 원주 전투에서 군단이 조선인민군 제2군단과 제5군단의 사상자 대체 군단으로 활동할 예정이었다. 그러나 북한군 또한 대한민국 국군과 마찬가지로 병력 및 무기가 부족했다. 1951년 7월 군단은 제1사단, 제13사단, 제27사단을 산하 전력으로 편성하였다.

### 휴전 이후
1953년 7월에 맺어진 한국휴전협정 이후 전선에 배치된 조선인민군 2개 군단 중 하나였으며, 동부 최전방을 담당해 제8군단 및 중국 제60군이 서쪽 측방을 맡았다. 이 때 부대는 제1, 15, 37, 45사단을 예하 부대로 두고 있었다.

## 인용

### 자료
- “III Army Corps - North Korea”. 《globalsecurity.org》 (영어). 2025년 7월 29일에 확인함.
- Appleman, Roy. 《Ridgway Duels for Korea》. Texas a & M University Military History Series (미국 영어) 18. College Station, TX: Texas A and M University Military History Series. ISBN 0-89096-432-7.
- Rottman, Gordon L. (2002). 《Korean War Order of Battle: United States, United Nations, and Communist Ground, Air, and Naval Forces 1950-1953》 (영어). Greenwood Publishing Group. 162, 166쪽.
- Gammons, Stephen L.Y. 《The Korean War: The UN Offensive》 (미국 영어). United States Army Center of Military History. CMH Pub 19-7. 2010년 6월 12일에 원본 문서에서 보존된 문서. 2017년 3월 5일에 확인함.
- Stewart, Richard W. 《The Korean War: The Chinese Intervention》 (미국 영어). United States Army Center of Military History. CMH Pub 19-8. 2011년 12월 3일에 원본 문서에서 보존된 문서. 2017년 3월 5일에 확인함.